# Il paradiso/Scende la notte, sale la luna
Il paradiso/Scende la notte, sale la luna è il settimo 45 giri di Patty Pravo, pubblicato nel marzo del 1969 dalla ARC.

## Accoglienza
Il singolo entrò in top ten per sette settimane, pur non riuscendo ad andare oltre alla nona posizione.
Alla fine dell'anno, risultò essere il 43° singolo più venduto in Italia.

## I brani

### Il paradiso
Il paradiso, canzone scritta dal duo Mogol-Battisti, fu originariamente registrata da Ambra Borelli, con lo pseudonimo Ragazza 77, come parte di un progetto beat della casa discografica Dischi Ricordi, e pubblicato come singolo con il titolo Il paradiso della vita. Tuttavia in quella fase il brano passò praticamente inosservato.
Quando però una cover in inglese della canzone intitolata If Paradise Is Half As Nice è cantata dal gruppo britannico Amen Corner, ebbe un ottimo riscontro di pubblico in Europa, la RCA rilanciò la canzone, affidandola questa volta a Patty Pravo, con un nuovo arrangiamento curato da Piero Pintucci.
Patty Pravo incise il brano anche in lingua tedesca col titolo das paradies auf dieser welt. Il singolo di appartenenza presentava come B-side il brano Rund Um Die Welt inciso dall'artista per il mercato germanofono e non distribuito in Italia.

### Scende la notte, sale la luna
Scende la notte, sale la luna, la canzone sul lato B, fu scritta da Gianni Meccia per il testo e da Bruno Zambrini per la musica; gli arrangiamenti e la direzione d'orchestra furono affidati, in questo caso, a Ruggero Cini.
Il brano non fu incluso in nessun LP.

## Tracce
Lato A
1. Il paradiso - 2:44

Lato B
1. Scende la notte, sale la luna - 3:03

## Classifiche
| Posizione | 10 | 9 | 9 | 9 | 9 | 10 | 10 |